# Werneria bambutensis
Espèce
Synonymes
- Bufo bambutensis Amiet, 1972

Statut de conservation UICN

 CR  : 
En danger critique
Werneria bambutensis est une espèce d'amphibiens de la famille des Bufonidae.

## Répartition
Cette espèce est endémique des montagnes de l'Ouest du Cameroun. Elle se rencontre entre 1 750 et 2 600 m d'altitude sur le mont Manengouba et les hauts plateaux de Bamenda-Banso et sur le mont Oku.

## Étymologie
Son nom d'espèce, composé de bambut[os] et du suffixe latin -ensis, « qui vit dans, qui habite », lui a été donné en référence au lieu de sa découverte, les monts Bamboutos.

## Publication originale
- Amiet, 1972 : Description de trois Bufonidés orophiles du Cameroun appartenant au groupe de Bufo preussi Matschie (Amphibiens Anoures). Annales de la Faculté des Sciences du Cameroun, vol. 11, p. 121-140.